# Mühlviertel
Il Mühlviertel  è una regione storica e geografica austriaca a nord del Danubio nell'Alta Austria. Prende il nome dai fiumi che l'attraversano, il Große Mühl, il Kleine Mühl e lo Steinerne Mühl. Rappresenta la parte nordoccidentale di questo territorio ed è uno dei quattro "quarti" dell'Alta Austria, insieme a Hausruckviertel, Innviertel e Traunviertel.

## Storia

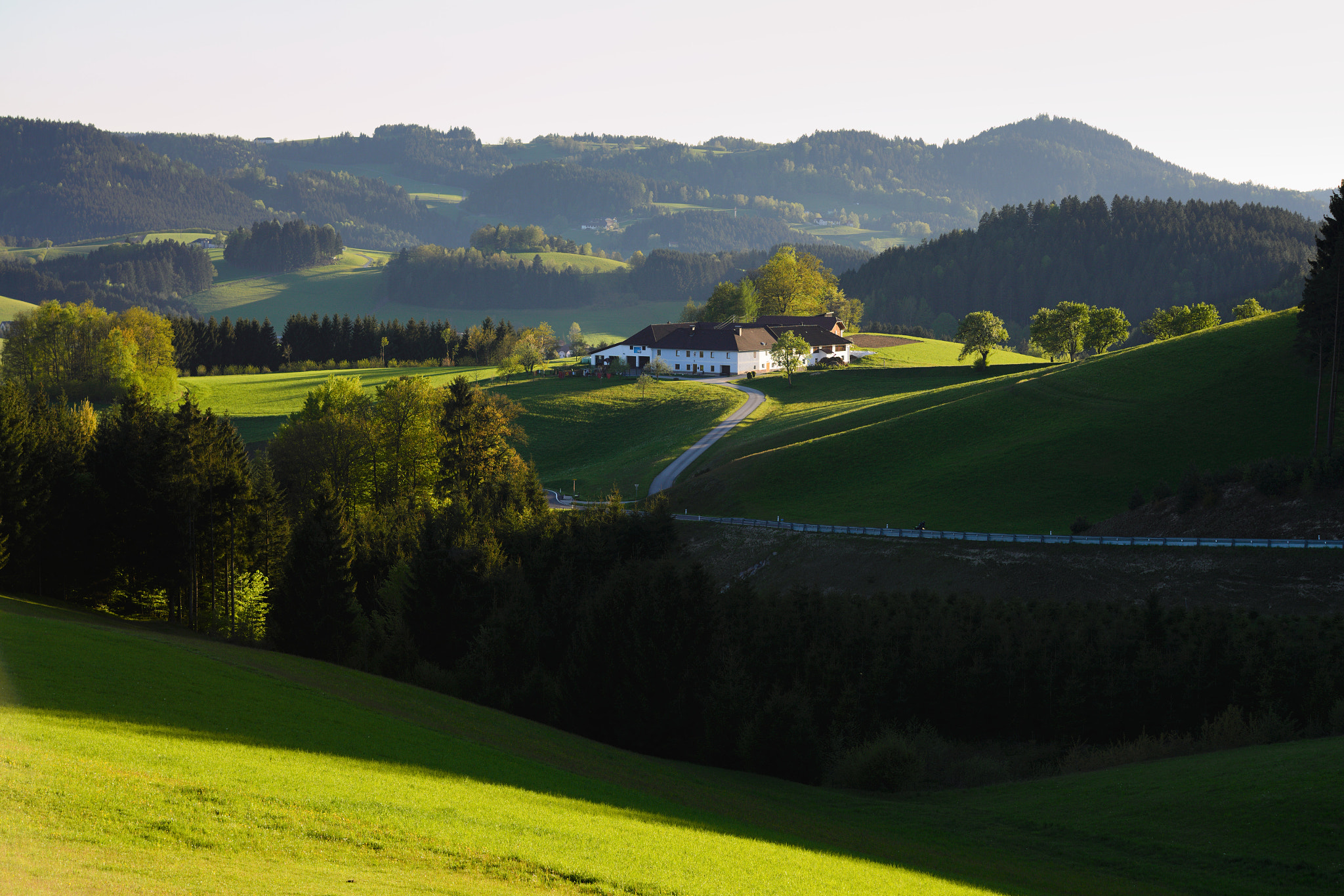
Panorama del territorio

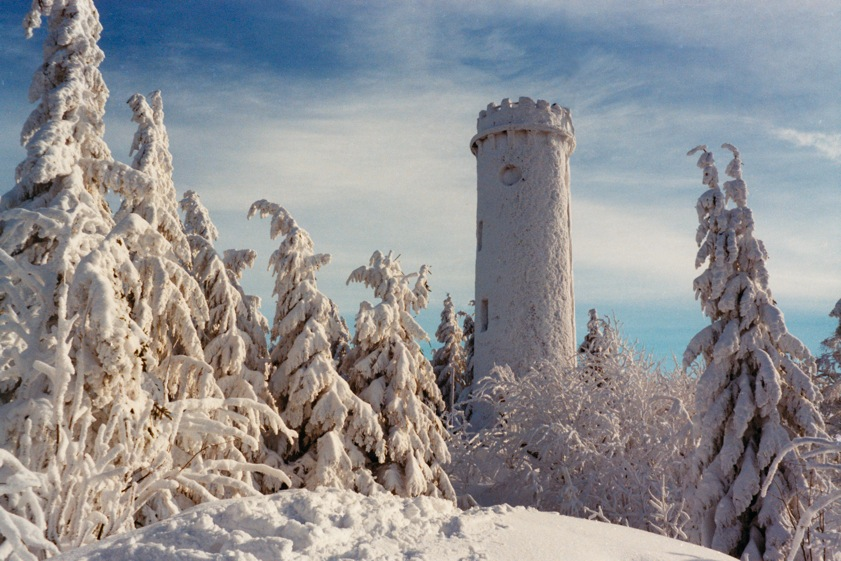
La torre di osservazione Sternsteinwarte in cima allo Sternstein, coperta di neve nel 2011

La regione aveva storicamente una giustificazione politico amministrativa ormai perduta col trattato di Teschen e conserva solo un significato di tipo paesaggistico ambientale.

## Descrizione
Il territorio di Mühlviertel è molto vasto  e confina a nord con la Baviera e la Boemia Meridionale e a sud con i territori della Bassa Austria. Geologicamente è per lo più formato da altipiani di granito e gneiss dei massicci boemi e La montagna maggiore è il Plöckenstein con un'altezza di 1.378 metri. Le poche zone pianeggianti si concentrano tra Aschach e Ottensheim e tra Mauthausen e Grein. Il Mühlviertel si differenzia notevolmente dalle altre parti del paese non solo geologicamente ma anche sotto l'aspetto naturalistico con una flora e una fauna particolari.
Dal punto di vista amministrativo comprende i distretti di Freistadt, Perg, Rohrbach e Urfahr-Umgebung oltre ad ampie aree attorno alla città di Linz. La grande regione comprende centri d'interesse storico, artistico ed economico ed è meta di turismo invernale per i numerosi impianti sciistici presenti.
Alla regione geografica austriaca è dedicato l'asteroide della fascia principale, scoperto nel 2009, 243491 Mühlviertel.